# Walter Soethoudt
Walter Augustinus Petrus Soethoudt (Antwerpen, 20 september 1939) is een Vlaams schrijver, die tevens 42 jaar lang uitgever was.
In 1964 startte hij een eenpersoonsuitgeverij onder eigen naam, waar heel wat erotische boeken verschenen, sommige van hemzelf. Later werd het Soethoudt & C°. Naast literatuur en theatergerelateerde werken gaf hij essayistische en historische werken uit van vooraanstaande auteurs over Vlaanderen en de Vlaamse Beweging (Soethoudt Essay). In 1984 gaf hij ook zijn eerste jeugdboek uit. Aanvankelijk gaf hij alleen boeken uit van Vlaamse auteurs. Toen hij in 1986 uitgeverij Facet oprichtte gaf hij ook buitenlandse auteurs uit maar zijn fonds bevatte na enkele jaren enkel nog jeugdliteratuur.

### Soethoudt essays
Uitgeverij: Antwerpen: Soethoudt
- 1982 - Macht en onmacht van de Vlaamse beweging / Hugo Schiltz. - ISBN 90-6372-081-5
- 1983 - Voeren, een heel Happart verhaal : waarin het in de titel vermelde personage in het laatste hoofdstuk opduikt / Guido Fonteyn. - ISBN 90-6372-085-8
- 1983 - Mobutu voorbij : blauwdruk voor de derde Kongolese republiek / Nguza Karl i Bond ; [vertaling Axel Meerkoet]. - ISBN 90-6372-095-5
- 1983 - De boog van Ulysses / Henri-Floris Jespers. - ISBN 90-6372-082-3
- 1983 - Belgen en bezetters : het dagelijkse leven tijdens de bezetting 1940-1945 / Jacques De Launay en Jacques Offergeld; [vertaling Jan Van den Dries; bewerking Walter Soethoudt ... et al.] - ISBN 90-6372-086-6
- 1983 - Groen is de helling: een nieuw streven naar integriteit / Ludo Dierickx en Dirk Vanderburcht. - ISBN 90-6372-101-3
- 1983 - Jef Van Extergem en de Vlaamse beweging / Christian Dutoit. - ISBN 90-6372-093-9
- 1983 - Beroepsgeheim: gesprekken met schrijvers. 4 / Willem Maurits Roggeman. - ISBN 90-6372-099-8
- 1984 - Het feest van de haat: kollaboratie-verzet-repressie-amnestie / Nemrod. - ISBN 90-6372-117-X
- 1984 - Het andere Brussel: pleidooi voor een positieve benadering / Paul De Ridder. - ISBN 90-6372-124-2
- 1984 - Hubert Lampo: mens- en wereldbeeld / Jacques Van Baelen. - ISBN 90-6372-102-1
- 1984 - Lodewijk Dosfel: een levensverhaal / Arthur De Bruyne. - ISBN 90-6372-109-9
- 1985 - Uitdaging aan de Vlaamse meerderheid / Hugo Schiltz. - ISBN 90-6372-136-6
- 1985 - Werk voor iedereen in Vlaanderen : een strategie voor volledige tewerkstelling / André Geens; [woord vooraf : Vic Anciaux]. - ISBN 90-6372-135-8

## Voetnoot
1. ↑  Pseudoniem van Soethoudt

- Bibliothèque nationale de France: cb161593277 (data)
- International Standard Name Identifier: 0000 0001 0246 312X
- Library of Congress Control Number: no2005109850
- Nederlandse Thesaurus van Auteursnamen: 071023585
- Système universitaire de documentation: 077602269
- Virtual International Authority File: 9586751
- WorldCat: E39PBJtCB3rq7wqp4jg3fHB3wC